# Walki o Damaszek (1148)
Walki o Damaszek (bądź też Oblężenie Damaszku) – walki pomiędzy siłami II wyprawy krzyżowej i Królestwa Jerozolimy a wojskami damasceńskimi w okolicach Damaszku, trwające od 24 do 28 lipca 1148 roku. Zakończyły się porażką i wycofaniem chrześcijan do Palestyny.

## Narada krzyżowców w Akce
W połowie kwietnia 1148 roku, do portu w Akce zawinął król Niemiec Konrad III ze swoimi wojskami, a miesiąc później dotarł tam król Francji Ludwik VII. Obaj monarchowie zostali przyjęci w Jerozolimie z największymi honorami. Następnie król Baldwin III zaprosił ich na uroczysty zjazd w Akce, na którym mieli się zjawić wszyscy możni krzyżowcy oraz baronowie jerozolimscy. Spotkanie odbyło się 24 czerwca. Prócz królów Francji i Niemiec, licznych feudałów krucjatowych i palestyńskich, zjawił się patriarcha Jerozolimy Fulk, arcybiskupi Cezarei i Nazaretu, a także wielcy mistrzowie zakonów Templariuszy i Joannitów. Dokładny przebieg spotkania nie jest znany; wiadomo jedynie, że po długiej naradzie postanowiono, iż wojska krzyżowe dokonają ataku na Damaszek.
Postanowienia zjazdu akkańskiego spotykają się z ogromną krytyką ze strony współczesnych historyków. Steven Runciman pisze, że "decyzja ta była kapitalnym głupstwem". Damaszek był bogatym emiratem, do tego bardzo strategicznie położonym. Jego opanowanie przez łacinników odcięłoby muzułmanów z Afryki od ich współwyznawców na Wschodzie. Jednak było to także jedyne państwo muzułmańskie pragnące zachować przyjazne stosunki z chrześcijanami. Panujący tam władcy z dynastii Burydów prowadzili politykę profrankijską, odnosząc się wrogo do panującego w Syrii Nur ad-Dina. Wypowiedzenie wojny Damaszkowi oznaczało utratę silnego sojusznika. Jednakże przybyłym z Europy krzyżowcom, którzy nie rozumieli sytuacji na Wschodzie, znany z Pisma Świętego Damaszek wydawał się być świetnym celem agresji. Zdobycie tego biblijnego miasta z pewnością rozniosłoby się echem na całym Zachodzie, przynosząc chrześcijanom ogromną chwałę.

## Wyprawa przeciwko muzułmanom i walki o Damaszek
Połączona, francusko-niemiecka armia krzyżowa licząca w sumie 900 konnych rycerzy i ponad 16 tysięcy piechoty zebrała się w Galilei na początku lipca. Tam dołączyły do niej wojska jerozolimskie w liczbie 550 rycerzy i 6 tysięcy piechoty, dowodzone osobiście przez Baldwina III. Siły krucjatowe wyruszyły do Damaszku w połowie miesiąca, kierując się drogą przez Banijas. Początkowo emir Unur nie uwierzył w raporty o zbliżaniu się krzyżowców. Wydawało mu się nieprawdopodobne, by, w obliczu zagrożenia ze strony Nur ad-Dina, wyprawa krzyżowa obrała sobie za cel właśnie ziemie damasceńskie, zwłaszcza, że król Baldwin był jego sojusznikiem. Kiedy przekonał się o swojej pomyłce, rozpoczął pospieszną mobilizację wszystkich swoich wojsk, koncentrując je w Damaszku. Wydał swoim namiestnikom rozkaz przysłania mu jak największej liczby żołnierzy, po czym posłał do Aleppa kuriera z wezwaniem Nur ad-Dina na ratunek.

### Umocnienie pozycji krzyżowców i walki w gajach - 24 VII
W sobotę, 24 lipca, armia chrześcijańska dotarła pod Damaszek i rozłożyła się obozem na skraju gajów i ogrodów, które otaczały miasto. Krzyżowcy zatrzymali się początkowo w miasteczku Manazil al-Asakir, położonym 6 km na południe od Damaszku, jednak nie zabawili tam długo i jeszcze tego samego dnia przenieśli się do wioski Al-Mazza, bogato zaopatrzonej w wodę. Tam po raz pierwszy nastąpiło spotkanie z żołnierzami damasceńskimi. Krzyżowcy natychmiast posłali do ataku wszystkie swoje wojska, zmuszając muzułmanów do odwrotu. Następnie żołnierze jerozolimscy rozproszyli się w celu wyeliminowania wszystkich oddziałów nieprzyjaciela, ukrywających się w okolicznych ogrodach. Wieczorem cały pas gajów na południe od miasta znalazł się w rękach chrześcijan, którzy niezwłocznie przystąpili do umacniania swoich pozycji, ścinając drzewa i budując z nich palisady.
Po ukończeniu tych robót, oddziały pod dowództwem króla niemieckiego Konrada przypuściły kolejny atak na pozycje nieprzyjaciela. Krzyżowcy przebili się do Ar-Rabwy, położonej nad rzeką Barada i stanęli pod murami Damaszku. Mieszkańcy miasta wpadli w panikę i zaczęli budować na ulicach barykady, przygotowując się do desperackiej obrony.

### Kontratak muzułmanów - 25 - 27 VII
25 lipca bardzo ciężka sytuacja damasceńczyków uległa poprawie. Do miasta dotarły wezwane przez Unura posiłki i wkroczyły do Damaszku przez bramy północne. Podniesieni na duchu muzułmanie dokonali nagłego wypadu za mury miejskie. Ich atak na pozycje chrześcijańskie był tak silny, że krzyżowcy musieli się wycofać z powrotem w stronę gajów. Damasceńczycy na tym nie poprzestali. Przez kolejne dwa dni, Unur organizował kolejne wypady z miasta, nękając obóz łacinników. Partyzanci muzułmańscy przedostali się na teren gajów i zaczęli urządzać akcje dywersyjne. Krzyżowcy znaleźli się w trudnej sytuacji. Trzej królowie - Baldwin, Ludwik i Konrad - odbyli naradę i postanowili ewakuować swoje oddziały na wschód, poza obręb gajów. 
Rankiem 27 lipca, chrześcijanie opuścili południowy pas gajów i rozłożyli swój obóz na równinie pod wschodnimi murami miasta. Posunięcie to okazało się fatalne w skutkach, gdyż ich nowa pozycja znacząco utrudniała im dostęp do wody. Nie wiedzieli też, że ich nowy obóz położony jest na wprost najsilniejszego odcinka murów obronnych. Wielu krzyżowców szybko zdało sobie z tego sprawę i zaczęło szemrać, że Unur przekupił baronów jerozolimskich, by doradzili królom zajęcie takiej pozycji. Ciężko jest osądzić, czy było to prawdą, niemniej jednak jest dosyć prawdopodobne, że emir posyłał swoich agentów do obozu krzyżowców, mających za zadanie podburzać żołnierzy chrześcijańskich. Unur był teraz dużo silniejszy, niż na początku. Codziennie przybywało mu wojska, ale niepokoiły go wieści o szybkim marszu Nur ad-Dina w stronę Damaszku. Obawiał się, że pod pozorem pomocy, spróbuje on przejąć władzę w mieście. Damasceńczykom zależało na czasie, dlatego jeszcze bardziej nasilili ataki na obóz krzyżowców.

### Niezgoda wśród chrześcijan - 27 VII
Morale w armii krzyżowej spadało z każdym atakiem muzułmanów, a w obozie szerzyło się przygnębienie i pogłoski o zdradzie. Tymczasem między przywódcami krucjaty wywiązał się spór o przyszłe losy Damaszku. Możni jerozolimscy z królem Baldwinem na czele, uważali, że miasto po zdobyciu powinno wejść wraz z pobliskimi ziemiami w skład Królestwa Jerozolimskiego jako lenno oddane w dzierżawę Gwidonowi Brisebarre, seniorowi Bejrutu. Posiadał on także poparcie królowej Melisandy i konetabla Jerozolimy. Jednak krzyżowcy europejscy wysunęli kontrkandydata na to miejsce. Zarówno król Ludwik, jak i Konrad uznali, że Damaszek powinien przypaść hrabiemu Flandrii Thierry'emu Alzackiemu jako lenno niebędące częścią Królestwa, o statusie podobnym do Hrabstwa Trypolisu. Po namyśle, król Baldwin postanowił poprzeć tę kandydaturę, będąc szwagrem Thierry'ego. Poparcie wszystkich trzech monarchów dla hrabiego Flandrii zdenerwowało baronów jerozolimskich, którzy w odwecie stali się nieposłuszni i zwolnili tempo działań zbrojnych. To niezadowolenie podsycał częściowo Unur, który potajemnie wysyłał pieniądze księciu Galilei Elinandowi i dworowi jerozolimskiemu (później okazało się, że czynił to fałszywymi monetami).
Sytuacja krzyżowców była bardzo trudna. Nie posiadali żadnych nadziei na wsparcie, a tymczasem załoga Damaszku była stale wzmacniana przez nadchodzące posiłki. Do tego wojska Nud ad-Dina znajdowały się już blisko miasta i ich przybycie było kwestią najwyżej kilku dni. Możni jerozolimscy zrozumieli bezcelowość dalszych działań wojennych przeciwko Damaszkowi znacznie szybciej od rycerzy europejskich. Zaczęli nakłaniać królów do poniechania walk.

### Odwrót krzyżowców spod Damaszku - 28 VII
Królowie Ludwik i Konrad z oburzeniem przyjęli pomysł wycofania się. Nie chcieli słyszeć o odwrocie spod Damaszku. Dopiero, gdy możni jerozolimscy zagrozili, że opuszczą obóz i na własną rękę wrócą do Palestyny, monarchowie przychylili się do ich decyzji zdając sobie sprawę, że bez ich pomocy niczego nie osiągną. Król Konrad publicznie oskarżył łacinników z Królestwa Jerozolimskiego o nielojalność i brak żarliwości w wypełnianiu ślubów krucjatowych, niemniej jednak, podobnie jak Ludwik, wydał swoim żołnierzom rozkaz odwrotu.
O świcie 28 lipca, piątego dnia od czasu przybycia pod Damaszek, krzyżowcy zwinęli swój obóz i wyruszyli w drogę powrotną do Galilei. Unur odetchnął z ulgą, oznaczało to bowiem, że nie potrzebuje już dłużej pomocy Nur ad-Dina, którego po przybyciu nie wpuścił do miasta. Postanowił też zemścić się na chrześcijanach za tak niehonorowe złamanie wzajemnej przyjaźni, wysyłając za nimi w pogoń oddziały lekkiej jazdy. Turkmeni podążali w ślad za krzyżowcami, rażąc ich z oddali strzałami z łuków i zabijając wielu rycerzy oraz ich wierzchowce.

## Koniec II wyprawy krzyżowej
Atak krzyżowców na Damaszek zakończył się kompletną porażką. Zarówno straty w ludziach, jak i w rynsztunku wojennym były ogromne, a rycerze chrześcijańscy okryli się straszliwą hańbą, rezygnując z zamierzonego celu już piątego dnia od rozpoczęcia walk. Do właściwego oblężenia Damaszku nawet nie doszło, a emir Unur stracił zaufanie do łacinników. Jedyną osobą, która skorzystała na wyprawie przeciwko Damaszkowi był Nur ad-Din. Przymierze pomiędzy jego dwoma wrogami - Królestwem Jerozolimskim i emiratem damasceńskim legło w gruzach. Zwiększyły się szeregi muzułmanów pragnących wypędzić łacinników z Syrii i Palestyny.
Winą za klęskę wyprawy na Damaszek, a także za sam pomysł podjęcia takiej akcji przeciwko sojusznikowi, należy obarczyć przede wszystkim krzyżowców europejskich, a zwłaszcza ich przywódców. Władcy Francji i Niemiec kompletnie nie orientowali się w polityce Królestwa Jerozolimy i nie potrafili zrozumieć, że lepszym celem wyprawy od neutralnego emiratu byłoby Aleppo - główna siedziba Nur ad-Dina. Nie bez winy byli także baronowie jerozolimscy, skorzy do kłótni ze swoimi pobratymcami z Zachodu.